# Traços complexos

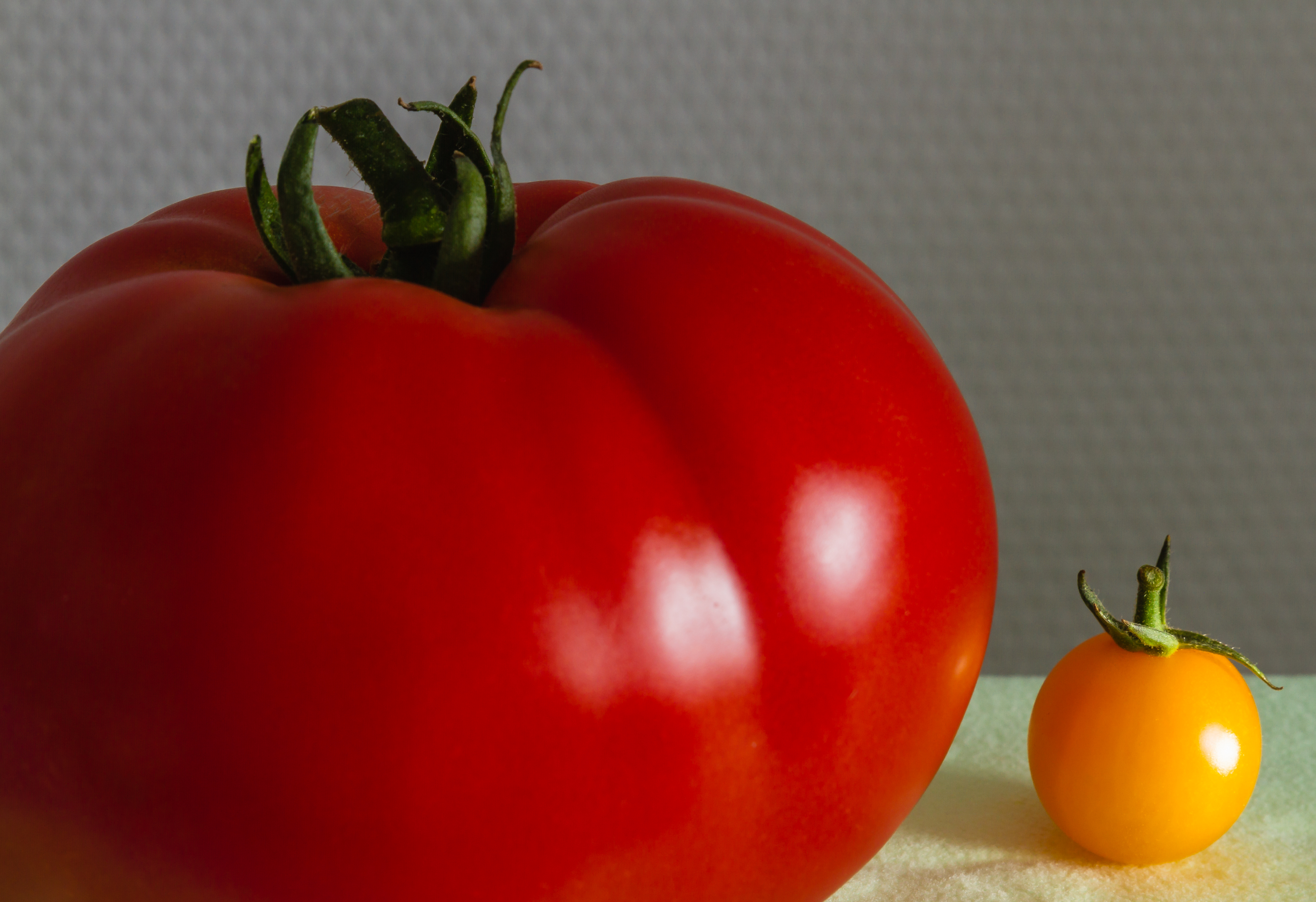
O tamanho de um tomate é um exemplo de característica complexa.

Traços complexos, também conhecidos como traços quantitativos, são traços biológicos que não se comportam de acordo com leis simples de herança mendeliana. Mais especificamente, a sua herança não pode ser explicada pela segregação genética de um único gene. Tais características mostram uma gama contínua de variação e são influenciadas por fatores ambientais e genéticos. Em comparação com características estritamente mendelianas, as características complexas são muito mais comuns e, como podem ser extremamente poligênicas, são estudadas usando técnicas estatísticas, como genética quantitativa e mapeamento de loci de características quantitativas (QTL), em vez de métodos genéticos clássicos.  Exemplos de características complexas incluem altura, ritmos circadianos, cinética enzimática e muitas doenças, incluindo diabetes e doença de Parkinson. Um dos principais objectivos da investigação genética atual é compreender melhor os mecanismos moleculares através dos quais as variantes genéticas atuam para influenciar características complexas.

## História
Quando o trabalho de Mendel sobre herança genética foi redescoberto em 1900, os cientistas debateram se as leis de Mendel poderiam explicar a variação contínua observada para muitas características. Um grupo conhecido como os biometristas argumentou que características contínuas, como altura, eram amplamente hereditárias, mas não podiam ser explicadas pela herança de fatores genéticos mendelianos únicos. O trabalho publicado por Ronald Fisher em 1919 resolveu principalmente o debate ao demonstrar que a variação nas características contínuas poderia ser explicada se vários desses fatores contribuíssem de forma aditiva para cada característica.  Contudo, o número de genes envolvidos em tais características permaneceu indeterminado; até recentemente, esperava-se que os loci genéticos tivessem tamanhos de efeito moderados e cada um explicasse vários por cento da herdabilidade.  Após a conclusão do Projecto Genoma Humano em 2001, parecia que a sequenciação e o mapeamento de muitos indivíduos permitiriam em breve uma compreensão completa das arquitecturas genéticas dos traços. No entanto, as variantes descobertas através de estudos de associação genómica (GWAS) representaram apenas uma pequena percentagem da herdabilidade prevista; por exemplo, embora a altura seja estimada em 80-90% hereditária, os primeiros estudos identificaram apenas variantes que representam 5% dessa herdabilidade.  Pesquisas posteriores mostraram que a maior parte da herdabilidade ausente poderia ser explicada por variantes comuns perdidas pelos GWASs porque seus tamanhos de efeito caíram abaixo dos limites de significância; uma porcentagem menor é explicada por variantes raras com tamanhos de efeito maiores, embora em certos traços como o autismo, as variantes raras desempenhem um papel mais dominante.   Embora muitos fatores genéticos envolvidos em características complexas tenham sido identificados, determinar as suas contribuições específicas para os fenótipos – especificamente, os mecanismos moleculares através dos quais atuam – continua a ser um grande desafio. 

## Métodos

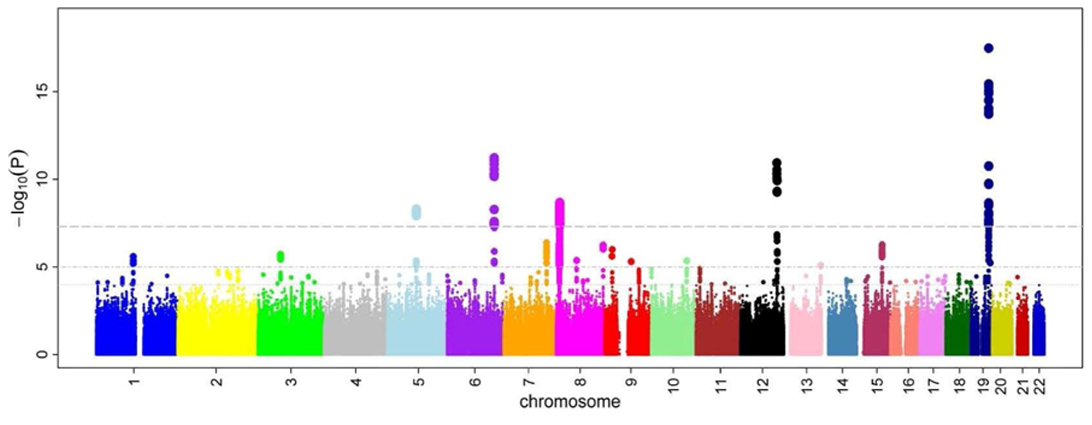
Um gráfico de Manhattan mostrando a associação do genoma com a microcirculação.

### Mapeamento de QTL
Um locus de característica quantitativa (QTL) é uma seção do genoma associada à variação em uma característica quantitativa ou complexa. Para identificar QTLs, o mapeamento de QTLs é realizado em indivíduos com genótipos diferentes. Primeiro, o mapeamento envolve o sequenciamento completo do genoma ou a genotipagem de muitos marcadores de loci em todo o genoma; então, os fenótipos de interesse são medidos. Por exemplo, os níveis de expressão de diferentes genes no genoma constituem um fenótipo comumente medido (os loci associados são chamados de eQTLs). Em cada locus, os indivíduos são agrupados por seu genótipo e testes estatísticos são realizados para determinar se os valores medidos das características de um grupo diferem significativamente da média geral de todos os grupos. Os loci identificados podem não ser QTLs em si, mas provavelmente estão em desequilíbrio de ligação - e, portanto, fortemente associados - com os loci que realmente influenciam a característica.

### GWAS
Um estudo de associação genômica ampla (GWAS) é um método semelhante ao mapeamento de QTL usado para identificar variantes associadas a características complexas. O mapeamento de associação difere do mapeamento de QTL principalmente porque os GWAS são realizados apenas com populações de acasalamento aleatório; como todos os alelos da população são testados ao mesmo tempo, vários alelos em cada locus podem ser comparados. 